# Felix Schulze
Felix Schulze (* 21. Oktober 1980 in Hamburg) ist ein deutscher Curler und Jurist.

## Karriere
Deutschland wurde meist vom CC Füssen um den Skip Andreas Kapp bei internationalen Turnieren vertreten. Als dieser nach der Weltmeisterschaft 2011 vom Curlingsport zurücktrat, füllte der CC Hamburg die Lücke aus: Die von John Jahr angeführte Mannschaft, die neben Schulze aus Christopher Bartsch, Peter Rickmers und Sven Goldemann bestand, qualifizierte sich für die Europameisterschaft 2011 in Russland und belegte dort den siebten Platz. Ein Jahr später belegte Schulze mit seiner Mannschaft bei der Weltmeisterschaft 2012 den elften Platz.
Mitte Dezember 2013 gelang es ihm mit der deutschen Mannschaft um Skip John Jahr, das Qualifikationsturnier in Füssen für sich zu entscheiden, was ihm den Startplatz für die Olympischen Spiele 2014 einbrachte. Dort landete das Team allerdings als Zehnter auf dem letzten Platz.

## Beruf
Nach dem Abitur an dem Gymnasium Marienthal studierte Schulze Jura an der Universität Hamburg. Er ist Anwalt für Zivilrecht in der Hamburger Kanzlei seines Vaters.